# Những ngọn nến trong đêm
Những ngọn nến trong đêm là một bộ phim truyền hình được thực hiện bởi Trung tâm Phim truyền hình Việt Nam, Đài Truyền hình Việt Nam cùng Tincom Media (phần 2) do NSƯT Vũ Hồng Sơn, Đỗ Đức Thành, NSƯT Mai Hồng Phong (phần 1) và Nguyễn Khải Anh (phần 2) làm đạo diễn. Phần 1 của phim phát sóng bắt đầu từ ngày 17 tháng 2 năm 2002 đến 16 tháng 6 năm 2002 trong Văn nghệ Chủ Nhật, phần 2 của phim phát sóng vào lúc 21h10 thứ 4, 5 hàng tuần bắt đầu từ ngày 24 tháng 2 năm 2016 và kết thúc vào ngày 29 tháng 6 năm 2016 trên kênh VTV3.
Phim gồm 2 phần phát sóng: phần 1 với 18 tập vào năm 2002 và phần 2 với 36 tập vào năm 2016.

## Nội dung
Những ngọn nến trong đêm xoay quanh Thanh Trúc (Mai Thu Huyền) – một cô gái có niềm đam mê với thiết kế thời trang nhưng lại luôn gặp phải những khó khăn đến từ cuộc sống gia đình và tình yêu. Có những lúc tưởng chừng như Trúc đã đánh mất tất cả danh vọng,  nhưng cuối cùng cô vẫn vượt qua và mạnh mẽ tiến về phía trước.

## Diễn viên
| Vai diễn                 | Phần 1         | Phần 2           |
| Vai diễn                 | 2002           | 2016             |
| ------------------------ | -------------- | ---------------- |
| Thanh Trúc               | Mai Thu Huyền  | Mai Thu Huyền    |
| Quốc                     | Quyết Thắng    | Bình Minh        |
| Văn                      | Bá Anh         | Bá Anh           |
| Giang                    | Thùy Dung      | Đinh Y Nhung     |
| Nhuận                    | Anh Tuấn       |                  |
| Vĩnh                     | Hà Đức Hoài    |                  |
| Tuyết                    | NSƯT Kim Oanh  |                  |
| Ông Phát                 | NSƯT Duy Hậu   |                  |
| Bà Thi                   | Thanh Hiền     |                  |
| Ông Trọng (Bố nuôi Trúc) | Mai Ngọc Căn   |                  |
| Mẹ Văn                   | NSƯT Lệ Thu    | Diệu Thuần       |
| Bố Văn                   | NSƯT Hữu Độ    | NSƯT Hữu Độ      |
| Mẹ Quốc                  | Tuyết Liên     | Tuyết Liên       |
| Tiến                     | NSƯT Phú Thăng | NSƯT Phú Thăng   |
| Bà ngoại Trúc            | Ngọc Thoa      |                  |
| Bảo                      | Lệ Hằng        |                  |
| Thu                      | Thu Huyền      | Bích Thủy        |
| Ông Long (Bố ruột Trúc)  | Cường Việt     |                  |
| Đạo diễn Toàn            | Hoàng Sơn      |                  |
| Họa sĩ Liêu              | Chu Hùng       |                  |
| Lập                      | Minh Phong     |                  |
| Mẹ Giang                 | Mai Hòa        |                  |
| Tùng                     | Lê Tuấn Anh    | Xuân Hồng        |
| Hoa                      |                |                  |
| Mạnh                     | Thành An       |                  |
| Lý                       | Trương Thu Hà  |                  |
| Mai Trúc                 |                | Kỳ Hân           |
| Tấn                      |                | Anh Tài          |
| Mạnh Hào                 |                | Chi Bảo          |
| Liễu                     |                | NSƯT Mỹ Uyên     |
| Linda                    |                | Andrea Aybar     |
| Trí Nam                  |                | Trương Nam Thành |
| Trang                    |                | Dương Yến Ngọc   |
| Lạc                      |                | Tấn Hoàng        |
| Dũng                     |                | Ben Hoàng Quân   |
| Bố Mai Trúc              |                | Mạnh Hùng        |
| Hoài Tâm                 |                | Đan Lê           |
| Võ                       |                | Nguyễn Mạnh Hà   |
| Cúc                      |                | NSND Lan Hương   |

Cùng một số diễn viên khác....

## Nhạc phim
- Lời yêu xưa

Thể hiện: Thương Huyền
- Tạm biệt

Thể hiện: Minh Quân

## Giải thưởng
| Năm  | Giải thưởng   | Hạng mục                                     | (Người) đề cử | Kết quả   | Tham khảo     |
| ---- | ------------- | -------------------------------------------- | ------------- | --------- | ------------- |
| 2016 | Ấn tượng VTV  | Phim truyền hình ấn tương                    | —             | Đề cử     | [ 11 ]        |
| 2016 | Ấn tượng VTV  | Nam diễn viên ấn tượng                       | Bình Minh     | Đề cử     | [ 12 ]        |
| 2016 | Ấn tượng VTV  | Nữ diễn viên ấn tượng                        | Mai Thu Huyền | Đề cử     | [ 12 ]        |
| 2016 | Ngôi Sao Xanh | Nữ diễn viên truyền hình được yêu thích nhất | Mai Thu Huyền | Đoạt giải | [ 13 ] [ 14 ] |
| 2016 | Ngôi Sao Xanh | Phim truyền hình được yêu thích nhất         | —             | Đoạt giải | [ 13 ] [ 14 ] |
| 2016 | Ngôi Sao Xanh | Nữ diễn viên truyền hình xuất sắc nhất       | Đinh Y Nhung  | Đoạt giải | [ 13 ] [ 14 ] |

## Đón nhận
Năm 2002, Những ngọn nến trong đêm lần đầu ra mắt và đã nhanh chóng tạo nên cơn sốt trong khán giả bởi khai thác chủ đề mới mẻ về nghề người mẫu. Với sự xuất hiện của nhiều người mẫu cùng với nội dung hấp dẫn, cuốn hút, Những ngọn nến trong đêm được đông đảo người xem của nhiều thế hệ yêu mến. Thậm chí, kiểu tóc, trang phục của Thanh Trúc – nhân vật chính trong phim cũng tạo thành trào lưu, mốt của nhiều phụ nữ tại thời điểm phim phát sóng.
Khi sang đến phần 2, tuy có câu chuyện dựa trên nền tảng của các nhân vật cũ, thế nhưng phim lại khai thác và phát triển theo những hướng mới để phù hợp hơn với thời kỳ mới. Tuy nhiên, sau khi phát sóng, có nhiều người xem đã cho rằng phần 2 của phim kém hấp dẫn hơn so với phần 1, và diễn viên vì thu giọng trực tiếp nên lời thoại còn đơ cứng, không toát lên khí chất của nhân vật. Ngoài ra, phim cũng bị cho là rời rạc về câu chuyện và các bối cảnh còn sơ sài, không làm bật lên được sự khắc nghiệt của những cạnh tranh giữa các nhân vật sau ánh đèn sân khấu, nội dung thiếu cao trào, thông tin nhân vật trái ngược và mâu thuẫn với nhau, đồng thời cũng không tạo được điểm nhấn trọng tâm xuyên suốt câu chuyện mà càng về sau chỉ xoay quanh vào chuyện tình tay ba khiến phim bị lan man, dài dòng.